# Objektive Hermeneutik
Die objektive Hermeneutik ist eine von Ulrich Oevermann begründete hermeneutische Methode der empirischen Sozialforschung. Sie ist zum einen eine Methode der Sinnerschließung. Zum anderen ist sie eine Theorie der konstitutiven Merkmale der „sinnstrukturierten Welt“. Die objektive Hermeneutik will eine erfahrungswissenschaftliche, falsifikationistische Forschungsmethodologie für Geistes-, Sozial- und Kulturwissenschaften sein. Im Unterschied zu anderen Hermeneutiken versucht sie nicht den subjektiv gemeinten Sinn zu erschließen. Stattdessen versucht sie die Bedeutung von „Ausdrucksgestalten“, besonders von Texten, zu erschließen. Die objektive Hermeneutik gehört zur Rekonstruktionslogik (im Gegensatz zu Subsumtionslogik).

## Abgrenzung
Die objektive Hermeneutik ist eine strikt analytische Hermeneutik (anders als etwa die Hermeneutik bei Hans-Georg Gadamer). Daher kann und will sie keinen unmittelbaren Beitrag zur Bewältigung irgendeiner Lebenspraxis leisten.
Fragen, wie zum Beispiel nach der Verantwortlichkeit im Handeln, werden von der objektivhermeneutischen Analyse im Allgemeinen nicht behandelt. Solche Fragen werden nur als objektiv-analytische Bewertung eines sozialisationsspezifisch analytisch klar beschreibbaren Prozesses behandelt. Ein Beispiel für eine zu behandelnde Frage wäre die Bewährungsdynamik, also z. B. der Bewertung von Professionalität verantwortungstragender Berufe. Ein weiteres Beispiel solch einer zu behandelnden Bewährungsdynamik wäre die Übereinstimmung einer konkreten Lebenspraxis mit den von ihr selbst angestrebten Bewährungszielen.
Innerhalb einer strikt immanent-analytischen Betrachtungsweise, also etwa als universelle moralphilosophisch-praktische Kategorie, kann ein Begriff wie Verantwortlichkeit mit dieser Methode also untersucht werden. Jenseits dessen ist dies nicht möglich.

## Objektbereich: die sinnstrukturierte Welt
Die objektive Hermeneutik ist eine soziale Erfahrungswissenschaft. Ihr Objektbereich ist die „sinnstrukturierte Welt“. Dieser Weltbegriff steht im Gegensatz zur nichtsinnstrukturierten Welt, welche den Gegenstand der Naturwissenschaften bildet. Die Betrachtung von Sinnstrukturen stellt den mit dieser Methode arbeitenden Wissenschaftler, anders als den Naturwissenschaftler, vor die Notwendigkeit, die Entstehung und Charakteristik von Sinn als soziale Kategorie genau zu begreifen und methodisch zu berücksichtigen.
Die Sinnstrukturen werden, dem Verständnis der objektiven Hermeneutik nach, erzeugt durch ein System „generativer Regeln“. Dieser generative Regelbegriff stammt von Noam Chomsky: Ein generatives Regelsystem ist demnach ein System, das durch eine endliche Zahl von Regeln eine unendliche Zahl von Ergebnissen produzieren kann. Chomsky griff hierbei auf die mathematische Theorie der rekursiven (auf sich rückbezogenen) Funktionen zurück. Generative Regeln beziehen sich auf universale und historische Strukturen. Universale Strukturen sind nicht veränderbar, historische hingegen schon.
- Universal seien diese Strukturen aber nur in Bezug auf die Menschen. Zu den universalen Regeln gehören u. a.
- die Regeln der Sozialität als zweckfrei sich reproduzierende Reziprozität (Wechselseitigkeit),
- die universalgrammatischen Regeln der Phonologie und Syntax, sowie
- die universalpragmatischen Regeln.

Generative Regeln erzeugen in Form von rekursiven Algorithmen objektive Sinnstrukturen. Die generativen Regeln  ermöglichen dadurch wohlgeformte Handlungen und Äußerungen. Die objektive Hermeneutik versucht diese Strukturen zu rekonstruieren.

## Strukturen
Im Rahmen der objektiven Hermeneutik sind Strukturen jene Gesetzmäßigkeiten, mit denen eine Lebenspraxis (Individuum, Gruppe, Gemeinschaft, Institution, Gesellschaft) über einen bestimmten Zeitraum typische Selektionen aus den nach Regeln erzeugten Optionen vornimmt.
Struktur lässt sich in vier Ebenen unterscheiden:
1. Ebene 1 mit Parameter 1: Sie enthält die Menge aller Strukturgesetzlichkeiten, die rekursiv algorithmisch geformte Möglichkeiten eröffnet.
2. Ebene 2 mit Parameter 2: Sind die typischen Auswahlen einer Lebenspraxis aus Ebene 1. Die Zweite Ebene ist die Ebene der Subjektivität.
3. Ebene 3 als Resultat der Selektion: Sie beinhaltet die objektive Fall-Strukturgesetzlichkeit bzw. die objektive Identität.
4. Ebene 4 als immer nur partielles Begreifen: Sie beinhaltet ein bewusstseinsfähiges Selbstbild und intersubjektive Identität.

Diese Strukturen sind durch Latenz geschützt. Es können Strukturschichten unterschieden werden. Diese werden nach der Latenz der Zugänglichkeit unterschieden.
- Die universalen Strukturen sind dem Unbewussten zuzurechnen. Die universalen Strukturen sind invariabel und somit auch durch Aufdeckung nicht zu verändern.
- bei den historischen Strukturen (epochenspezifische, gesellschaftsspezifische, subkulturelle, milieuspezifische Regeln) hingegen finden sich Stufen der Latenz vom Unbewussten, Vorbewussten bis zum partiell Bewussten.

Nach der Definition von Luhmann (in Tradition von Parsons) dient strukturfunktionale Latenz dem Strukturschutz. Demnach bewahrt Latenz Strukturen vor der Zerstörung durch Aufdeckung. Dies gilt nur für die historisch variablen Strukturen.

## Methoden
Gegenstand des Verfahrens sind Texte. Wenn man Texte unter dem Gesichtspunkt der Trägerschaft von Sinn und Bedeutung betrachtet, so kann man diese auf das gesamte menschliche Schaffen erweitern. Dazu gehören dann auch Landschaften, Filme, Bilder, Gemälde usw. Diese werden in Form von Protokollen vergegenständlicht. Die Protokolle ihrerseits sind von der Lebenspraxis (der protokollierten Wirklichkeit) zu trennen. Unter Lebenspraxis versteht Oevermann z. B. Personen, Familien, sich selbst als Einheiten verstehende Gruppen, Organisationen, Firmen oder nationale Gesellschaften. Die Unmittelbarkeit der Lebenspraxis verhindert ein sofortiges Analysieren.
Im Gegensatz zu anderen qualitativen Verfahren, sowie den traditionellen Hermeneutiken geht es der objektiven Hermeneutik nicht darum, einen vom Autor intendierten Sinn nachzuvollziehen, sondern den latenten (also unbewussten) Sinn des Textes zu ermitteln. Dabei geht die objektive Hermeneutik davon aus, dass eine Sprache von Individuen intersubjektiv geteilte Regeln und Bedeutungen aufweist, die man rekonstruieren kann. Die Rekonstruktion der Struktur von „Welt Drei“ (siehe Drei-Welten-Lehre) erfolgt durch Interpretieren. Dabei gelten folgende Interpretationsregeln:
1. Im Zentrum eines Falles steht ein Strukturkern, welchen man auch als Strukturformel oder generatives Prinzip bezeichnen kann. Ziel wissenschaftlicher Arbeit muss also sein, die Strukturformel des Falles zu rekonstruieren (entschlüsseln).
2. Das Interpretieren muss dem Sequentialitätsprinzip folgen. Es soll Sequenz für Sequenz, Interakt für Interakt rekonstruiert werden.
3. Der wissenschaftliche Interpret soll dem Phänomen möglichst viel Sinn unterstellen und somit auch die unwahrscheinlichsten Lesearten berücksichtigen.
4. Die im Interpretationsprozess nicht ausgeschiedenen Interpretationen müssen dann den Strukturkern des Falles beschreiben.

Bei der Datenerhebung wird nicht standardisiert vorgegangen. Es wird darauf geachtet, keine „Kleinigkeit“ zu übersehen. Deshalb werden Aufzeichnungsgeräte benutzt. Dadurch ist gewährleistet, dass es zu keiner Selektion im Voraus kommt.
Lesarten entwerfen heißt, Kontextbedingungen zu konstruieren, die den jeweiligen Interakt (auch Sequenz) sinnvoll erscheinen lassen. Diese Vorgehensweise hat nichts mit willkürlichem Interpretieren zu tun, sondern trägt der Struktur von „Welt Drei“ Rechnung, da diese verborgen ist. Sie unterscheidet sich gerade durch diese Vorgehensweise von der „Alltagsinterpretation“, da im Alltag gerade eine Richtung ohne Umwege bei der Interpretation eingeschlagen werden muss. Dies muss im Alltagsgeschehen auch so sein, da der Versuch auch das Unwahrscheinliche, Außergewöhnliche oder Abenteuerliche mit einzubeziehen, das Handeln erheblich erschweren würde. Diese Art des Interpretierens setzt eine Einstellungsänderung bei den wissenschaftlichen Interpreten voraus. Der Interpret muss versuchen den Gegenstand zu verfremden, sich ihm gegenüber „naiv“ zu stellen. Das hat die Funktion, Kritik, sowie fest gefügte Vorstellungen zu Lesarten zu unterbinden. Es soll ihm außerdem helfen kein „Vorwissen“ über den Fall in die Konstruktion von Kontexten einfließen zu lassen.
Sequenzialität ist ein Charakteristikum des menschlichen Handelns. Jeder Handlungsvollzug stellt eine Sequenzstelle dar, an welcher sich ein Prozess der Schließung und Öffnung von Handlungsmöglichkeiten eröffnet. Menschliches Handeln basiert auf dem sozialen Akt und für den gilt,
1. dass er regelgeleitet (generative Regeln) ist,
2. dass er im Sinne eines rekursiven Algorithmus funktioniert,
3. dass er einen geschlossenen Handlungskreis (Geste, Reaktion, Resultan-te) darstellt.

Deshalb ist die Sequenzanalyse die methodisch angemessene Antwort auf die Sequentialität von menschlichem Handeln. Bei der Interpretation einer Sequenz sind zwei Parameter zu unterscheiden: Der erste Parameter bezieht sich auf die Gesamtheit der offenstehenden Handlungsmöglichkeiten – er gibt die Gesamtzahl der Sequenzierungsregeln an, welche an dieser Stelle einen logischen Anschluss an die Handlung bieten. Der zweite Parameter bezieht sich auf die Auswahl unter den offen stehenden Handlungsmöglichkeiten – dieser umfasst alle Elemente der beteiligten Lebens- oder Handlungspraxen, welche zu einer Auswahl führen.
Das Totalitätsprinzip legt fest, dass bei der Rekonstruktion eines Protokollabschnitts prinzipiell alles zu berücksichtigen ist. Alles ist zu interpretieren, jedes Detail egal wie unscheinbar muss mit einbezogen werden.
Das Wörtlichkeitsprinzip besagt, dass nur das zur Erschließung einer Sache heranzuziehen ist, was sich auch an deren Ausdrucksgestalt festmachen lässt. Das heißt, es kann nur das zur Rekonstruktion der Fallstruktur herangezogen werden, was wörtlich im Text, bzw. Protokoll zu finden ist.
Das Darstellungsprinzip legt fest, in welcher Weise ein Fall dargestellt, d. h. präsentiert werden soll. Die Darstellung erfolgt hierarchisch. Zuerst wird die Analyse der Fragestellung vorgestellt. Es ist erforderlich, dass die Fragestellung mit objektiv hermeneutischen Mittel rekonstruiert und das Ergebnis schriftlich festgehalten wird, bevor die weiteren Schritte in Angriff genommen werden. Als Zweites folgt die Interpretation der objektiven Daten, d. h. der Geschichte des Falls, sowie der sozialen Eingebundenheit. An dritter Stelle folgt die Interpretation der erhobenen Daten, wobei mit der Eröffnungssequenz zu beginnen ist. Dieses Prinzip gilt auch für die Reihenfolge von Fallanalysen.
Es stellt sich noch die Frage nach der Überprüfbarkeit – also Gültigkeit – der, von den hermeneutischen Erfahrungswissenschaft aufgestellten Hypothesen. Hierbei kommt das Falsifikationsprinzip Poppers zum Zug. Demnach lässt sich eine Hypothese nicht verifizieren (belegen), sondern muss falsifiziert (widerlegt) werden. Die einzige Möglichkeit eine Hypothese zu entkräften, ist sie zu widerlegen. In der objektiven Hermeneutik werden deshalb folgende Verfahrensschritte verwendet:
1. Aufstellung einer Hypothese
2. Überprüfung der Hypothese
  1. auf ihren empirischen Gehalt
  2. auf ihren logischen Gehalt
3. Formulierung der Hypothese in Reinform
4. Widerlegungsversuch
  1. Hypothese
  2. Randbedingungen
  3. Prognose

Wenn eine Entscheidung bei der Überprüfung negativ ausfällt, so gilt die Hypothese und damit das System aus dem sie stammt als falsifiziert und hat somit keine Gültigkeit.
Das Falsifikationsprinzip wird an zwei Stellen in der hermeneutischen Erfahrungswissenschaft angewendet. An erster Stelle findet sich das Falsifikationsprinzip in der Sequenzanalyse durch die Einführung der Parameter I und II. Dann werden auf der Ebene von Parameter II – konkrete Auswahl – aus den offen stehenden Handlungsmöglichkeiten (Parameter I) Entscheidungen getroffen, die nicht zur Strukturhypothese passt, so gilt diese als falsifiziert. Die zweite Stelle befindet sich am Ende der Interpretation eines Falles, wenn alle Lesarten darauf überprüft werden, ob sie wirklich zur Strukturhypothese passen. Somit zeigt sich, dass die Ergebnisse der objektiv hermeneutisch verfahrenden Wissenschaft doppelt auf ihre Gültigkeit hin überprüft werden. „Ein strengeres Falsifikationsverfahren ist in der Methodologie der Humanwissenschaften schlechterdings nicht zu haben.“ (Oevermann)

### Interpretationsbeispiel
Die wohl zurzeit detaillierteste, am ehesten lückenlose Sequenzanalyse des Begründers der objektiven Hermeneutik, die daher zu Studienzwecken auch als am besten geeignet erscheint, findet sich in
- Ulrich Oevermann (2001): Strukturprobleme supervisorischer Praxis. Eine objektiv hermeneutische Sequenzanalyse zur Überprüfung der Professionalisierungstheorie. Humanities Online, Frankfurt am Main (vgl. auch Oevermanns Aufsatz im Band von Barde / Mattke (1993))

Darüber hinaus:
- Ulrich Oevermann (2001): Beckett’s „Endspiel“ als Prüfstein hermeneutischer Methodologie. Eine Interpretation mit dem Verfahren der objektiven Hermeneutik. (Oder: Ein objektiv-hermeneutisches Exerzitium). In: Neue Versuche, Becketts ‚Endspiel‘ zu verstehen. Sozialwissenschaftliches Interpretieren nach Adorno. Hrsg. von Hans-Dieter König. S. 93–249. Suhrkamp, Frankfurt am Main.

### Ästhetiktheorie
Ulrich Oevermann hat mehrere Aufsätze zu den Konsequenzen seines Ansatzes für die Ästhetiktheorie geschrieben. Eine objektiv-hermeneutische Ästhetiktheorie im kritischen Anschluss an Oevermann hat Dirk Pilz entwickelt.